# Libertad (canción)
«Libertad» es una canción del cantante mexicano Christian Chávez, en colaboración con la cantante mexicana Anahí, con quien ya ha participado en proyectos pasados, como RBD. Fue lanzada a la venta a través de descarga digital el 22 de marzo de 2011. Se trata de una canción de ritmo rápido, perteneciente a los géneros de electropop y dance pop.
La canción fue grabada en forma independiente, bajo la compañía The Sixth House del sello discográfico peerT6H Music, se incluyó en el EP Libertad y la versión acústica de la canción en su álbum en vivo Esencial, lanzados bajo la misma compañía.
Christian y Anahí interpretaron el tema por primera vez en los conciertos otorgados en Sao Paulo y Río de Janeiro como parte de "Go Any Go Tour" y "Libertad World Tour", más tarde fue interpretada en vivo en México.
Esta canción ha levantado mucha controversia en diversos países, debido al contenido del video musical que lo acompaña, en el que el cantante muestra algunos detalles acerca de su sexualidad. El video fue filmado por el director Max Gutiérrez y contó con las apariciones de Penya, Perez Hilton y más.

## Antecedentes, composición y lanzamiento
La canción fue escrita por el propio Christian Chávez en colaboración con Samuel Parra, exintegrante de la banda mexicana Camila.
En diciembre de 2009 se anunció que la canción sería a dueto con la mexicana Gloria Trevi, el cantante argumentó «Estaba la propuesta de hacer un dúo con ella y pues éste nos pareció un buen tema, es una canción para todo el mundo». Finalmente la grabación se realizó junto con su excompañera de RBD, Anahí, sobre lo que comentó «A Anahí la conozco desde mucho tiempo antes de RBD y el cariño y el respeto que yo siento por ella profesionalmente es muy grande; yo quería a una persona que representara esa libertad, que representara lucha y a mí Anahí se me hace una luchadora en la vida por muchos aspectos que ha superado».

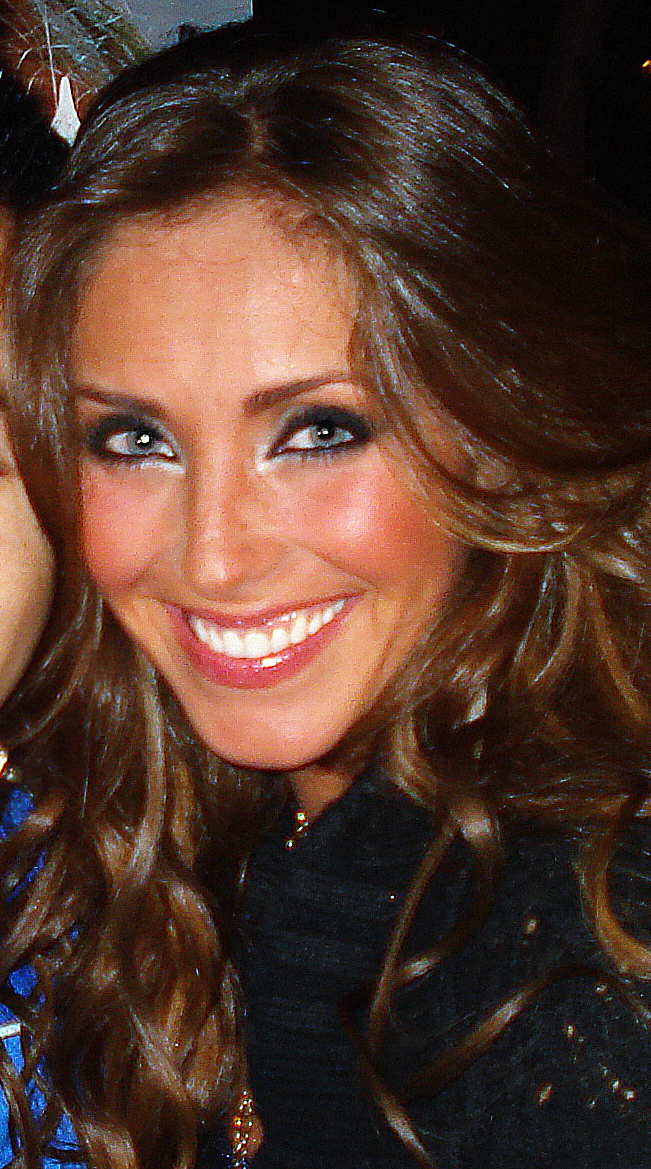
Anahí, quien colaboró en la canción junto a Christian Chávez

En febrero de 2011, Christian Chávez compartió en su Twitter oficial «Hoy hace 5 años recupere mi LIBERTAD hable con el corazón y todos ustedes me abrazaron!! Viva la libertad!!», minutos más tarde agregó «Espero les haya gustado el primer preview de LIBERTAD ... Vienen más y ¡están aún mejor!». En el 2011 dejó la casa disquera EMI Music y solicita su carta de retiro, comenzando de nuevo con la condición de seguir pagando un porcentaje hasta cubrir lo invertido por EMI en su carrera. Christian expreso al respecto: «No lo veo como un tropiezo, sino como una enseñanza; No estuve involucrado absolutamente en nada más que cantar y promocionarlo, ni siquiera fue una promoción que pude hacer bien». La canción fue lanzada en forma independiente, bajo la casa disquera The Sixth House.
«Libertad» es una canción electropop, dance pop, del género pop latino, en el ritmo se utilizó principalmente el sintetizador y la caja de ritmos. Líricamente, la canción habla de vivir en libertad, no necesitar ocultar el rostro, ni mentir, habla de la belleza en los defectos. Se considera una canción que levanta el autoestima, tales como las canciones «Firework» de la cantante Katy Perry, «We R Who We R» de Kesha, «Born This Way» de Lady Gaga, y «Who Says» de Selena Gomez, entre otras. Sobre la letra el cantante comentó «esta canción habla sobre el desprender tus derechos y que todos los seres humanos tenemos el derecho de amar y ser amados sin importar nuestras preferencias». Agregó además que «es una canción que habla de la libertad y de ser tú mismo y de poder hablar de lo que tú quieres y dejar el disfraz y los tapujos».
La canción fue lanzada a la venta a través de descarga digital el 22 de marzo de 2011. El 12 de abril de 2011 se lanza a través de descarga digital la versión EP (deluxe edition) de Libertad, que contiene el video musical del sencillo, la canción a dueto con Anahí y tres versiones remix. El 26 de abril de 2011 se lanza la versión EP de Libertad, que contiene la canción original y tres versiones remix, a la venta en descarga digital.

## Recepción

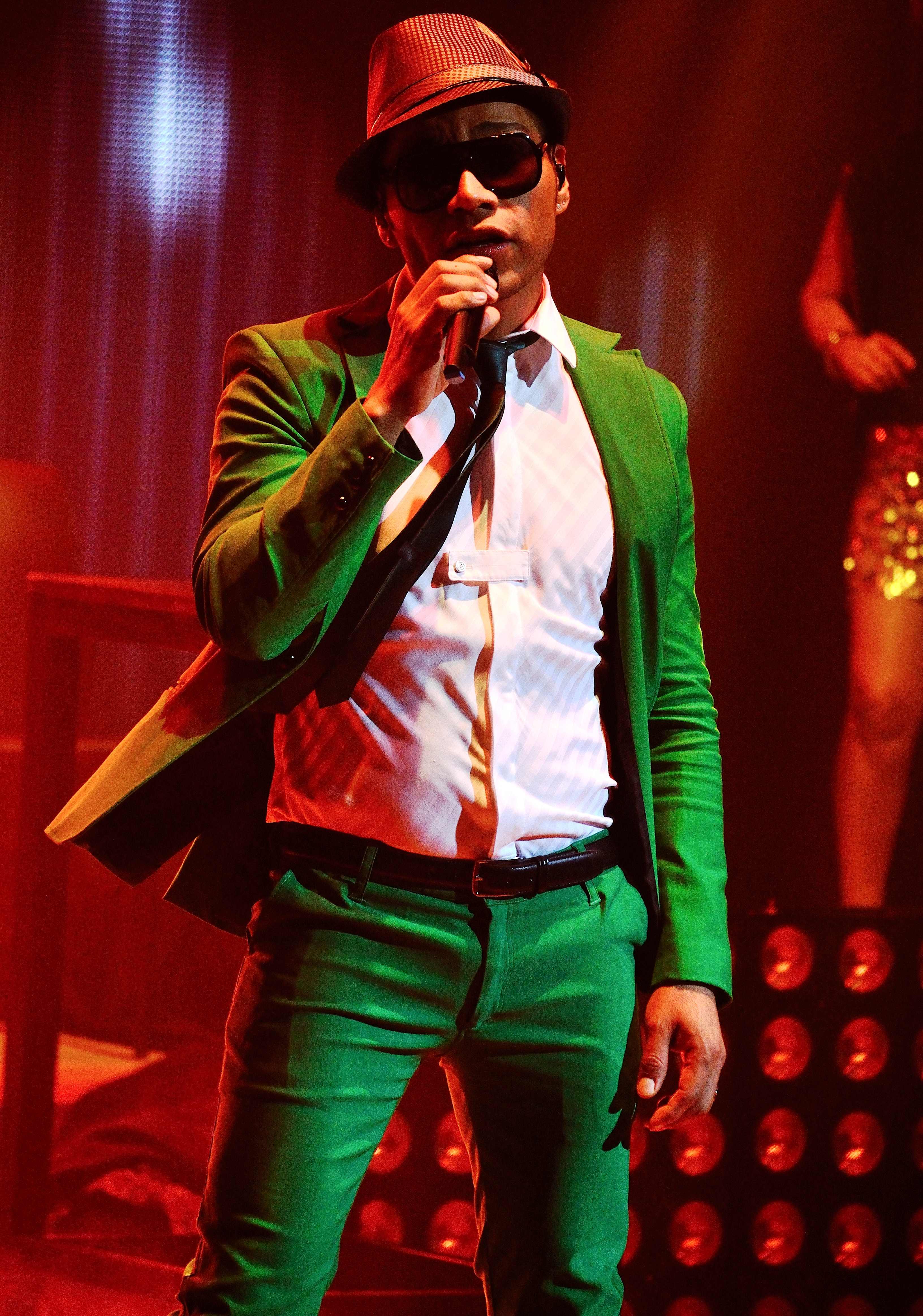
El tema fue compuesto por Chávez junto al cantante mexicano Samo.

Leila Cobo del sitio web Billboard describió al video de Libertad como una oda a la libertad de ser y de expresión, y agrega que Christian hace girar cabezas con su provocativo video.

La canción recibió críticas mixtas, Carlos A. García del sitio América News reseñó «Libertad promete ser un himno a la aceptación individual y a la tolerancia entre los seres humanos, cuyo mensaje principal es "Amarte, Quererte y Respetarte" tal como eres. El tema está además salpicado de la frescura de estos íconos juveniles, que le aportan cada uno su enorme dosis de positivismo y energía». Hola Ciudad! expresó «El mundo del pop latino ya puede hacer suyo el tema Libertad». Los 40 Principales la consideró «todo un himno contra los prejuicios». La revista People en Español argumentó: «el tema no solo se ha convertido en uno de los temas favoritos del momento sino que incluso cautivó a algunos polémicos personajes del mundo del entretenimiento que se caracterizan por su irreverencia». Terra reseñó «Con un género Pop-Dance, Christian Chávez y Anahí no solo te pondrán a bailar con su contagioso ritmo, sino que también, enviarán un mensaje contundente a todos los sectores, tanto a los más conservadores como a los más liberales».
Alex Alves del sitio web brasileño Popline crítico duramente la canción y al cantante Christian Chávez, argumentando que es «artísticamente incapaz de lanzar un sencillo en solitario que pudiese llamar la atención del público, asegurando que se valió de todas las 'armas' que tenía en su camina para prolongar sus 15 minutos de fama, llamando a la ex-integrante más famosa del grupo, Anahí. Además de utilizar su homosexualidad como tema principal». Crítica el video por considerar que expresa 'libertinaje' y no libertad, finalmente muestra su desagrado por la letra y los sonidos utilizados en el sencillo.

## Presentaciones en vivo

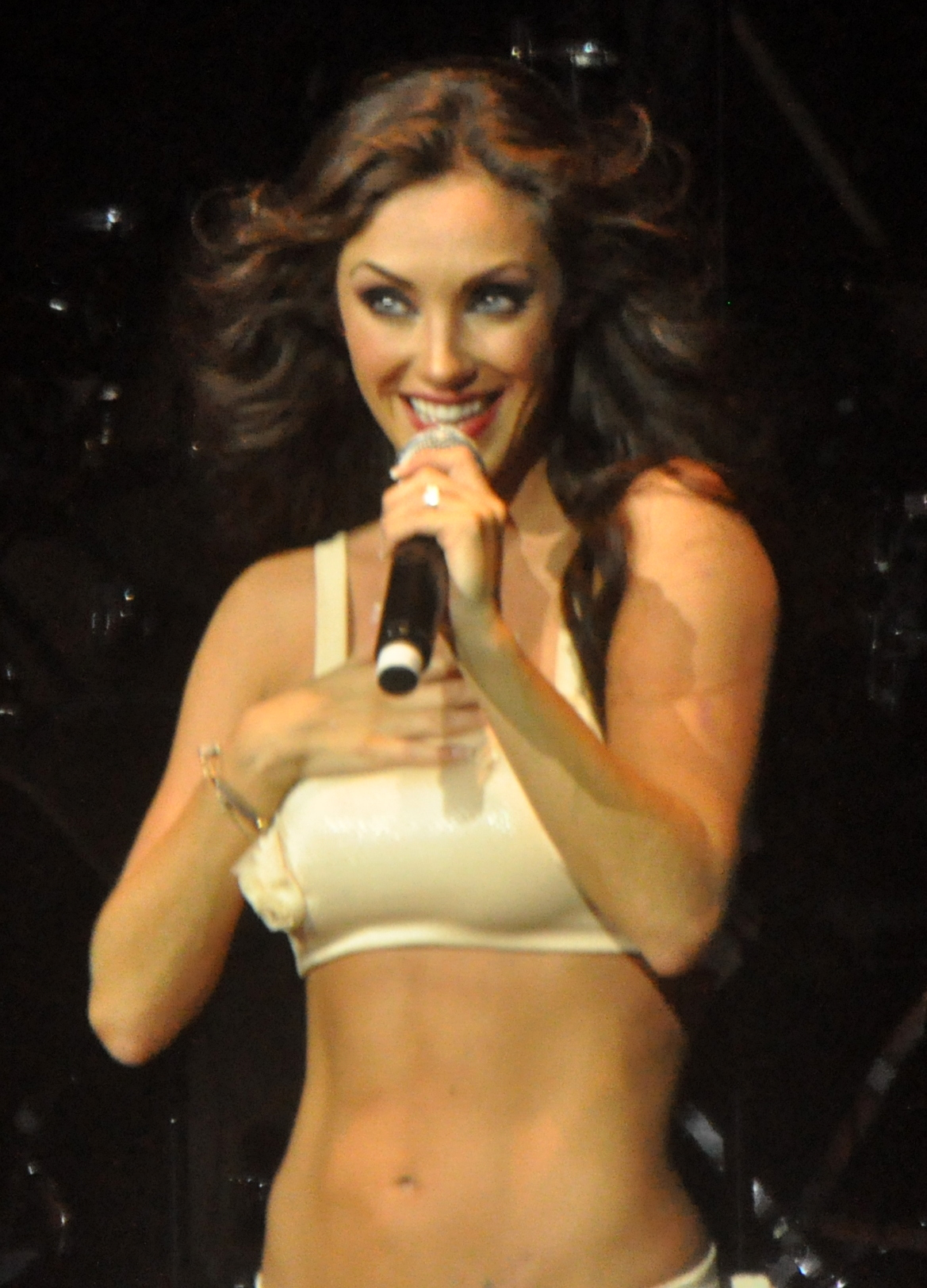
Anahí durante el Go Any Go Tour, llevado a cabo junto con Christian.

El 26 de marzo de 2011, la canción fue interpretada en vivo por primera vez en el concierto otorgado en São Paulo, Brasil, como parte de "Go Any Go Tour" y "Libertad World Tour", interpretando también el tema «Feliz Cumpleaños». El 27 de marzo de 2011, fue interpretada como parte del setlist del concierto otorgado en Río de Janeiro, Brasil.
El 12 de mayo de 2011, ambos interpretan el tema en el Auditorio Banamex como parte del Encuentro Fusión Oye en la Ciudad de México. El 23 de julio de 2011, vuelven a interpretar juntos el tema en un concierto acústico realizado en Monterrey, México. El 27 de junio de 2011, Christian Chávez interpreta el tema en la Parada gay de San Francisco, Estados Unidos.
En enero de 2012, Christian graba el CD/DVD "Esencial", donde interpreta por primera vez una versión acústica del tema. En 2012 el tema es incluido en el setlist de "Esencial Tour". En mayo de 2012, Christian interpreta el tema como parte de su setlist en La Celebración a Mamá organizado por Radio Digital 102-9 FM y La Sabrosita 95.7 FM, en Monterrey, México. El 2 de junio de 2012, se presentó en la "XXXIV Marcha Nacional del Orgullo y la Dignidad" en México, donde interpretó el tema como parte de su setlist.
El 6 de junio de 2012, Christian incluye el tema en el setlist de su presentación en El Show Show de Ritmoson Latino.

## Lista de canciones
- Descarga digital

| Libertad — Single |                         |          |  |
| N.º               | Título                  | Duración |  |
| 1.                | «Libertad» (feat Anahí) | 3:48     |  |

| Libertad — EP (Deluxe Edition) |                                                    |          |  |
| N.º                            | Título                                             | Duración |  |
| 1.                             | «Libertad» (feat Anahí)                            | 3:50     |  |
| 2.                             | «Libertad» (feat Anahí - Oscar Velázquez Remix)    | 4:54     |  |
| 3.                             | «Libertad» (feat Anahí - Oscar Velázquez Club Mix) | 9:10     |  |
| 4.                             | «Libertad» (feat Anahí - Oscar Velázquez Dub Mix)  | 7:22     |  |
| 5.                             | «Libertad» (feat Anahí - Video Explicit)           | 4:26     |  |

| Libertad — EP |                                                    |          |  |
| N.º           | Título                                             | Duración |  |
| 1.            | «Libertad» (feat Anahí)                            | 3:50     |  |
| 2.            | «Libertad» (feat Anahí - Oscar Velázquez Remix)    | 4:54     |  |
| 3.            | «Libertad» (feat Anahí - Oscar Velázquez Club Mix) | 9:10     |  |
| 4.            | «Libertad» (feat Anahí - Oscar Velázquez Dub Mix)  | 7:22     |  |

| Libertad — Esencial |                       |          |  |
| N.º                 | Título                | Duración |  |
| 1.                  | «Libertad (acústico)» | 4:22     |  |

- Sencillo en CD

| — Sencillo en CD — Esencial |            |          |  |
| N.º                         | Título     | Duración |  |
| 1.                          | «Libertad» | 4:22     |  |

## Video musical

### Desarrollo y lanzamiento
El video musical fue grabado en una localidad en Los Ángeles, California, bajo la dirección del director Max Gutiérrez, y producido por Mike Begovich. La coreografía fue creada por Jull-Allan Weber. Guillermo Rosas y Richard Bull de The Sixth House, Inc., fueron los Productores Ejecutivos del video, y fue editado por Jon Danovic. Contó con la apariciones especiales del bloguero estadounidense Pérez Hilton, el cantante guatemalteco Penya, la cantautora mexicana del género cumbia, Amandititita, entre otros. El vestuario estuvo a cargo de la colección GLAUDI diseñada por Johana Hernández. Además de Adolfo Sánchez, Karla Cavalli y TonyYnot. El maquillaje estuvo a cargo de Alfonso Waithsman y Jessica Rosenfield, peinado a cargo de Angela Kalinowski y Gia Sinatra. La jornada de grabación contó con la participación de más de 150 extras, 4 diseñadores de moda, 20 bailarines, coreógrafos de renombre internacional, 10 actores, cameos y más de diez cambios de vestuario. Tuvo un presupuesto de más de 100 mil dólares y duró dos días de grabación.
El 1 de marzo de 2011 se lanza el primer adelanto del video en el canal oficial del cantante en Youtube. El 18 de marzo de 2011 se lanza un segundo adelanto de 9 segundos que deja ver imágenes de Anahí, Christian y Amandititita. El 23 de marzo de 2011 se lanza el último adelanto de 12 segundos dejando ver imágenes de Pérez Hilton.
El video musical fue estrenado el día 26 de marzo del 2011 por medio del canal oficial del cantante en Youtube. El 11 de abril de 2011 el video es lanzado a la venta en descarga digital a través de iTunes Store. El 22 de marzo de 2013 se lanza un detrás de cámaras del video que deja ver la grabación del mismo, titulado Behind The "Libertad" Dance Floor.

Vimos el video y nos quedamos ¡con la boca abierta! Superó todas las expectativas y lo que habíamos imaginado, en buen sentido. Estoy muy contento del resultado y esperamos que a la gente le guste.
Christian Chávez sobre el video del sencillo.

### Sinopsis
Al comienzo del videoclip, aparece Christian confesando sus pecados a un sacerdote por haber tenido relaciones sexuales con un hombre durante una fiesta. Después de esto, entramos en un flash-back contando la historia de como se fue dando todo. En la segunda escena Christian comienza a cantar la canción en una habitación llena de velas. El video tiene varias escenas diferentes, en una de ellas, Anahí aparece cantando totalmente vestida de rojo y con una especie de corona, en la segunda escena, se encuentra en una fiesta rodeada de gente, cantando y bailando en una especie de antro, y donde Christian besa a un hombre. El video cuenta además con escenas de eventos y manifestaciones por la lucha de la libertad, así como también eventos de violencia y represión que se dieron a lo largo de los años alrededor del mundo. Una de las escenas principales, es donde Anahí y Christian bailan una coreografía junto a grupo de bailarines y cantan con una pantalla detrás donde se muestran dichas imágenes.

### VersiónDirector's Cut
Una versión Director's Cut del video fue lanzada el 2 de noviembre a través de la cuenta oficial de Christian Chávez en YouTube, y contiene algunas escenas diferentes a la primera versión del video que fueron cortadas por ser de un contenido más fuerte.

### Recepción
El video recibió mayormente críticas positivas, Elba Albor de la Revista Actual reseñó «Todo este equipo y recursos han logrando lo que sin duda alguna será el video más controversial en los últimos tiempos en el mercado hispano. Plasmando un mensaje claro de aceptación e igualdad en imágenes, se apreciará a Christian y Anahí como nunca se les ha visto», agregando que la producción del sencillo fue realizada de forma independiente, «convirtiéndose en una de las producciones más ambiciosas de videos musicales en español en los últimos tiempos». Leila Cobo de Billboard comentó que «Christian Chávez hace girar cabezas con su provocativo video» y agregó que los «brillantes 5 minutos de video» recibieron 1 millón de vistas en sus primeros tres días, compara el sencillo con «Born This Way» de Lady Gaga y expresa «es una oda a la libertad de ser y de expresión, y el video muestra a Anahí vestida de cuero y a Chávez festejando en un ambiente surrealista infundido con las drogas y el alcohol. Intercaladas con las escenas e imágenes de pioneros como Harvey Milk y Martin Luther King. Dos hombres jóvenes se encuentran el uno al otro. Nada fuera de lo común hasta los primeros planos de Chávez besando a ese hombre, en una escena gay explícita, raro en un vídeo de la música latina».
La revista People en Español comentó que el video «promete ser bastante polémico», agregando «Con este nuevo trabajo, los cantantes envían un mensaje de "aceptación e igualdad en imágenes" y por ello aparecen algunas escenas románticas y sensuales entre hombres con hombres y mujeres con hombres».
Alejandra Morón de la revista mexicana Quien reseñó que será un «clip que seguramente causará controversia», sobre el vestuario de la cantante «Anahí, aparece con una imagen un tanto agresiva pero muy sexy». La revista española Bravo comentó «La verdad es que el videoclip tiene muy buena pinta», y agregó que Anahí luce tres looks muy diferentes, y se ve «muy guapa en el videoclip». El sitio Latin Gossip reseñó que «El video da mucho de que hablar y sin duda es controversial, pero esperamos que no olviden el mensaje importante».
En el Top 5 de "Los videos musicales más atrevidos" de Univision Música el video quedó en la quinta posición. En octubre de 2011, fue considerado por Terra como el noveno video más polémicos de la música pop.

## Créditos y personal
Créditos por Libertad:

### Personal
| - Composición – Samuel Parra, Christian Chávez - Producción – Sebastian Jácome - Artista primaria – Anahí, Christian Chávez - Coros – Antonio Rayo, Natalie Fernadez, Sebastian Jácome - Ingeniería de sonido – Sebastian Jácome , Patricio Pavez - Mixing – Robert Orton - Masterización – Chris Gehringer - Remix – Oscar Velázquez |

## Posicionamiento
| México               | México Top 100     | 58 |
| Listas de fin de año |                    |    |
| Latinoamérica        | Top 60 Latino 2011 | 58 |

## Premios y nominaciones
| Año  | Ceremonia                 | Categoría     | Resultado | Ref.   |
| ---- | ------------------------- | ------------- | --------- | ------ |
| 2011 | Premios People en Español | Video del año | Ganadores | [ 58 ] |